# Lords of the Fallen (2023)
Lords of the Fallen — компьютерная игра в жанре action/RPG, разработанная испано-румынской компанией Hexworks для консолей PlayStation 5, Xbox Series X/S, а также Windows. Является духовным преемником одноимённого проекта 2014 года. Релиз игры состоялся 13 октября 2023 года.

## Игровой процесс
Lords of the Fallen представляет собой ролевую игру в жанре экшн с видом от третьего лица. Как и в предшественнице, в ней можно использовать оружие ближнего боя, а также магию, а игровой процесс и боевая система вдохновлены проектами серии Souls. Помимо многопользовательского режима «игрок против игрока», предусмотрен полноценный кооператив для прохождения сюжетной кампании.
Одной из особенностей Lords of the Fallen является масштабный игровой мир (вдвое больше чем у предшественницы) представленный в двух ипостасях: Аксиом — царство живых, и Умбрал — царство мёртвых (несмотря на использование одних и тех же игровых областей, в некоторые места можно попасть только из определённого мира), переключение между которыми происходит при помощи волшебного фонаря, а также после смерти игрока (затем он должен вернуться в Аксиом, чтобы вернуть потерянные очки опыта). Если смерть происходит в царстве Теней, то игрок возрождается в последней точке сохранения и теряет весь накопленный опыт. Несмотря на небольшое количество точек сохранения игрок может создавать свои собственные, используя материалы, собранные из убитых в Умбрале монстров. В Lords of the Fallen предусмотрен редактор персонажа с функциями кастомизации, а также тринадцать игровых классов на выбор, обладающие уникальными особенностями.

## Разработка
В декабре 2014 года Томаш Гоп, исполнительный продюсер оригинальной Lords of the Fallen (2014), анонсировал разработку сиквела. Вскоре издатель проекта, CI Games, объявили, что релиз продолжения намечен на 2017 год, уточнив что его разработкой занимается не Deck13 Interactive. Согласно информации Гопа, в 2017 году CI Games значительно сократила команду разработчиков, а также масштаб проекта после провала другого релиза издательства — Sniper: Ghost Warrior 3. В 2018 году CI Games объявили, что игру будут разрабатывать с нуля силами Defiant Studios. Однако год спустя контракт со студией был расторгнут из-за неудовлетворительных результатов. В 2020 году для работы над игрой была основана новая студия — Hexworks. Исполнительным продюсером проекта был назначен Сол Гаскон, а должность креативного руководителя занял Сезар Виртосу. Для разработки Lords of the Fallen был задействован передовой движок Unreal Engine 5.
Официальный анонс The Lords of the Fallen состоялся во время выставки Gamescom 2022, в марте следующего года она была переименована в Lords of the Fallen. Первоначальным названием проекта было Lords of the Fallen: The Dark Crusade, однако студия отказалась от него поскольку оно не отражало статус перезапуска серии. По словам Виртосу разработчики полны амбиций и возлагают большие надежды на бедующий проект, стремясь создать «Dark Souls 4.5» — «ещё один эталон [после игр FromSoftware]» в жанре Soulsborne. Релиз Lords of the Fallen запланирован на 13 октября 2023 года.
Разработка игры продолжалась около четырёх лет силами более 400 человек, процесс происходил полностью удалённо. Проект будет поддерживать технологии DLSS и FSR сразу на релизе. Среди особенностей отмечаются 30 уникальных боссов, 194 видов оружия и щитов, 76 катализаторов для заклинаний, и 339 частей доспехов. Прохождение игры составит около 30 часов, высокую реиграбельность должны обеспечить режим «Новая игра +», «разнообразие билдов», 3 вида концовок и большое количество секретов: так, четыре игровых класса из девяти будут секретными.
В течение двух лет после релиза разработчики регулярно обновляли игру, параллельно разрабатывая её продолжение. Кульминацией пострелизной поддержки стал патч 2.0 — масштабное дополнение в которое вошли дополнительные функции и много улучшений. Наиболее важными из них стали: бесшовный кооператив с сохранением прогресса у обоих участников сессии, кроссплатформой и общим лутом (друга можно пригласить через отдельную версию Friend’s Pass, без необходимости покупать собственную копию экшен-RPG), переработанные бои (улучшили звуки от ударов, переделали фиксацию на цели и механику блокирования, а также ускорили перекаты) и анимация движения (ходьбу и бег сделали более плавными, также появилась отдельная кнопка для прыжка и новые подсказки для тяжелых ударов), улучшенный интерфейс, редактор персонажа и режим обучения, а также навигация по миру — лампа начала указывать путь до ближайших останков. Благодаря нововведениям онлайн игры в Steam вырос с 500 до 10000 игроков. Генеральный директор CI Games Марек Тымински поблагодарил сообщество отметив, что благодаря «мощному всплеску продаж» студия надеется в  выйти на безубыточность. Вскоре, его догадки подтвердились — релиз обновления привел к значительному росту интереса к игре, за первую неделю после выхода патча её продажи составили 200.000 копий (при тираже 1.650.000).

## Оценки
| Сводный рейтинг       | Сводный рейтинг                        |
| Агрегатор             | Оценка                                 |
| --------------------- | -------------------------------------- |
| Metacritic            | 75/100 (PC) 70/100 (PS5) 77/100 (XBXS) |
| OpenCritic            | 73/100 (56 %)                          |
| «Критиканство»        | 67/100                                 |
| Русскоязычные издания |                                        |
| Издание               | Оценка                                 |
| StopGame.ru           | «Похвально»                            |

По данным сайта-агрегатора рецензий Metacritic, версия Lords of the Fallen для ПК и Xbox Series X/S имеет «преимущественно положительные» отзывы, в то время как порт для PlayStation 5 получил «смешанные» оценки. По данным OpenCritic, 56 % рецензентов рекомендовали игру, средняя оценка от ведущих критиков составила 73 балла из 100.